# Sindlinger Mainbrücke
Die Sindlinger Mainbrücke (auch Mainbrücke Sindlingen-Kelsterbach) ist eine Straßenbrücke über den Main auf der Stadtgrenze zwischen dem Frankfurter Stadtteil Sindlingen und der Stadt Kelsterbach bei Mainkilometer 21,460. Sie ist die westlichste Mainbrücke Frankfurts. Mit 88 Metern über Normalnull liegt hier auch der tiefste Punkt des Frankfurter Stadtgebiets.
Über die Brücke führt die B 40 als Kraftfahrstraße vom Krifteler Dreieck (A 66) zum Schwanheimer Knoten (Kelsterbacher Knoten) und weiter über die Schwanheimer Brücke zur Mainzer Landstraße. Ein Abschnitt der B 40 führt vom Schwanheimer Knoten nach Süden zur B 43 und bindet die Sindlinger Mainbrücke damit über die Kelsterbacher Querspange an die A 3 und den Flughafen an. Die Brücke ist somit Teil einer wichtigen Straßen-Querverbindung im westlichen Frankfurt. Sie dient auch der Anbindung des Industrieparks Höchst für den LKW-Verkehr von und nach Norden.
Die Sindlinger Mainbrücke wurde als Teil der Südumgehung Höchsts gebaut. Da die Bauarbeiten der Südumgehung erst 1979 abgeschlossen waren, konnte die Brücke erst ein Jahr nach ihrer Fertigstellung dem Verkehr übergeben werden. Für den Unterhalt der Brücke sind der Bund und das Land Hessen zuständig, da sie keine innerörtliche Verkehrsverbindung ist.
Auf beiden Seiten der Brücke gibt es einen Rad- und Fußweg, der als Bestandteil des Radfernwegs R3 die Sindlinger und die Kelsterbacher Mainaue verbindet.
Die beiden nebeneinanderliegenden Überbauten der Spannbetonbrücke haben als Bauwerkssystem in Längsrichtung den  Durchlaufträger. Die Konstruktionshöhe ist gevoutet ausgeführt und beträgt über den Pfeilern 5,85 m sowie in Brückenmitte 4,00 m. In Querrichtung sind die Überbauten als einzellige Hohlkastenquerschnitte ausgebildet. Die Stützweiten betragen für die dreifeldrige Brücke 86,0 m, 150,0 m und 86,0 m. Das Bauwerk wurde im Freivorbau hergestellt.

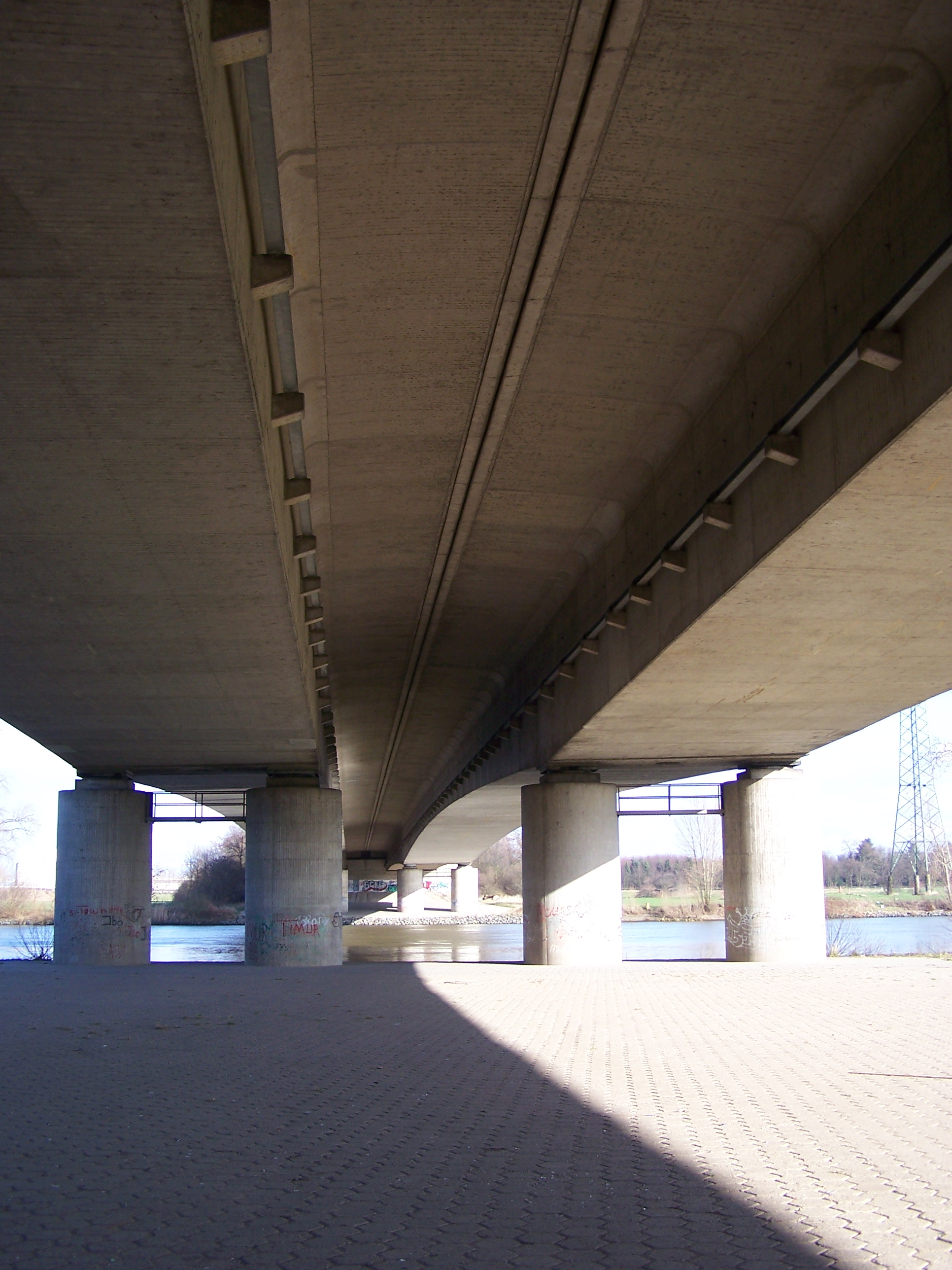
Unterbau
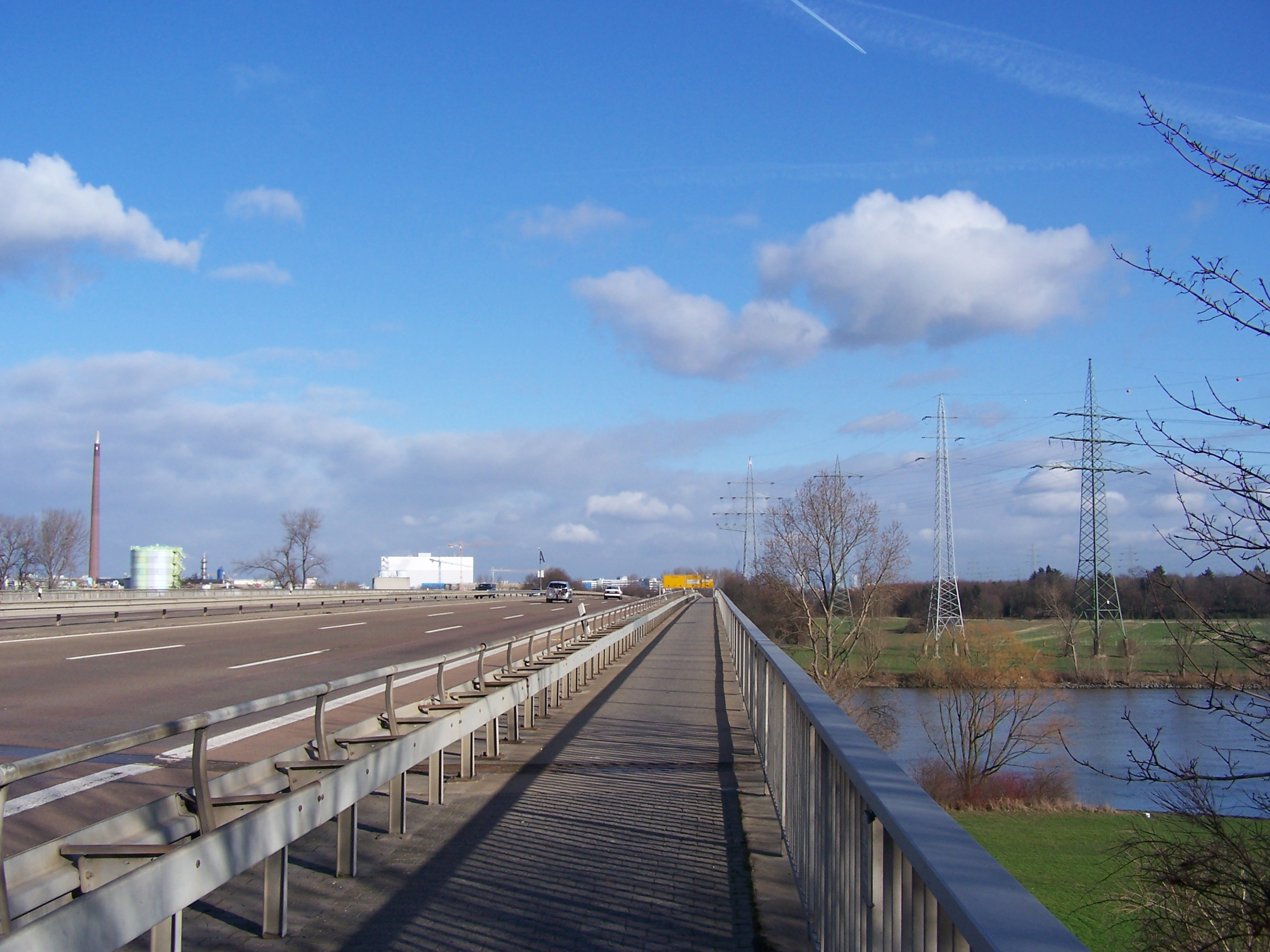
Fahrbahn